# Fanus Schoeman
Stefanus Johannes Schoeman (né le 9 juin 1945) est un homme politique et un diplomate sud-africain, membre du parti national, membre du parlement (1985-1999), ministre délégué dans le gouvernement de Klerk et dans le gouvernement Mandela. Après avoir été haut commissaire d'Afrique du Sud à Singapour de 2000 à 2004, il est ambassadeur d'Afrique du Sud en Corée du Sud depuis 2005.

## Biographie
Diplômé de l'université de Pretoria, Fanus Schoeman travaille d'abord comme enseignant avant d'occuper diverses fonctions de 1978 à 1980 à l'ambassade d'Afrique du Sud à Londres. Élu à la chambre de l'assemblée du parlement en 1985 dans la circonscription Pretoria Sunnyside, il devient ministre-délégué à la santé en 1991 puis l'année suivante ministre délégué au développement constitutionnel et à la communication. D'avril à juin 1996, il est brièvement ministre délégué aux affaires foncières au sein du gouvernement d'unité nationale dirigé par Nelson Mandela.
De 1996 à 1998, il est chef de cabinet et porte parole de Frederik de Klerk ainsi que le président du parti national à Pretoria.
Il quitte la vie politique en 1999 pour se consacrer à une carrière de diplomate, représentant l'Afrique du Sud à Singapour (2000-2004). Il est ambassadeur d'Afrique du Sud en république de Corée en poste à Séoul depuis 2005.

## Sources
- (en) Who's who